# EM i svømning 2014
EM i svømning og vandsport 2014 fandt sted fra den 13. til den 24. august 2014 i Berlin, Tyskland. Det var den 31. udgaven af mesterskabet og blev holdt i midlertidige faciliteter midt i Berlin Velodrom. Danmark blev med 6 guld-, en sølv- og to bronzemedaljer nummer fem i den samlede konkurrence med alle fire sportsgrene: svømning, udspring, åbent vand svømning og synkron, og nummer to når man kun ser på medaljerne fra svømning. Storbritannien vandt flest guldmedaljer både i den samlede konkurrence og i svømning. Færøerne kom for anden gang på listen over medaljevindere ved EM i svømning, da Pál Joensen vandt sølv i 800 og 1500 meter fri.

## Program
Konkurrencerne var planlagt således:
- Svømning: 18–24. august
- Udspring: 18–24. august
- Åbent vand svømning: 13–17. august
- Synkron: 13–17. august

## Medaljeoversigt
Denne oversigt er vedrørende alle fire sportsgrene:
      Værtsnation 
| Placering | Land           | Guld | Sølv | Bronze | Total |
| --------- | -------------- | ---- | ---- | ------ | ----- |
| 1         | Storbritannien | 11   | 8    | 8      | 27    |
| 2         | Rusland        | 9    | 7    | 3      | 19    |
| 3         | Italien        | 8    | 3    | 12     | 23    |
| 4         | Tyskland       | 6    | 8    | 8      | 22    |
| 5         | Danmark        | 6    | 1    | 2      | 9     |
| 6         | Ungarn         | 5    | 6    | 6      | 17    |
| 7         | Frankrig       | 5    | 4    | 3      | 12    |
| 8         | Sverige        | 3    | 6    | 1      | 10    |
| 9         | Spanien        | 3    | 5    | 5      | 13    |
| 10        | Holland        | 3    | 5    | 2      | 10    |
| 11        | Polen          | 2    | 1    | 1      | 4     |
| 12        | Serbien        | 2    | 0    | 0      | 2     |
| 13        | Ukraine        | 1    | 3    | 7      | 11    |
| 14        | Litauen        | 1    | 1    | 2      | 4     |
| 15        | Hviderusland   | 1    | 1    | 1      | 3     |
| 16        | Færøerne       | 0    | 2    | 0      | 2     |
| 17        | Grækenland     | 0    | 1    | 0      | 1     |
| 18        | Slovenien      | 0    | 0    | 1      | 1     |
| 18        | Finland        | 0    | 0    | 1      | 1     |
| 18        | Belgien        | 0    | 0    | 1      | 1     |
| 18        | Østrig         | 0    | 0    | 1      | 1     |
| Total     | Total          | 66   | 62   | 65     | 193   |

## Svømning

### Resultater
42 konkurrencer: 20 for hvert køn samt to blandede. To guld og en bronze blev delt.

#### Mændenes konkurrencer
| Konkurrence             | Guld                                                                          | Guld           | Sølv                                                                                  | Sølv     | Bronze                                                                            | Bronze     |
| ----------------------- | ----------------------------------------------------------------------------- | -------------- | ------------------------------------------------------------------------------------- | -------- | --------------------------------------------------------------------------------- | ---------- |
| 50 m fri                | Florent Manaudou · Frankrig                                                   | 21.32 CR       | Konrad Czerniak · Polen                                                               | 21.88    | Ari-Pekka Liukkonen · Finland                                                     | 21.93      |
| 100 m fri               | Florent Manaudou · Frankrig                                                   | 47.98          | Fabien Gilot · Frankrig                                                               | 48.36    | Luca Leonardi · Italien                                                           | 48.38      |
| 200 m fri               | Velimir Stjepanović · Serbien                                                 | 1:45.78 NR     | Paul Biedermann · Tyskland                                                            | 1:45.80  | Yannick Agnel · Frankrig                                                          | 1:46.65    |
| 400 m fri               | Velimir Stjepanović · Serbien                                                 | 3:45.66 NR     | Andrea Mitchell D'Arrigo · Italien                                                    | 3:46.91  | Jay Lelliott · Storbritannien                                                     | 3:47.50    |
| 800 m fri               | Gregorio Paltrinieri · Italien                                                | 7:44.98 CR     | Pál Joensen · Færøerne                                                                | 7:48.49  | Gabriele Detti · Italien                                                          | 7:49.35    |
| 1500 m fri              | Gregorio Paltrinieri · Italien                                                | 14:39.93 ER CR | Pál Joensen · Færøerne                                                                | 14:50.59 | Gabriele Detti · Italien                                                          | 14:52.53   |
|                         |                                                                               |                |                                                                                       |          |                                                                                   |            |
| 50 m ryg                | Vladimir Morozov · Rusland                                                    | 24.64          | Jérémy Stravius · Frankrig                                                            | 24.84    | Chris Walker-Hebborn · Storbritannien                                             | 25.00      |
| 100 m ryg               | Chris Walker-Hebborn · Storbritannien                                         | 53.32          | Jérémy Stravius · Frankrig                                                            | 53.64    | Jan-Philip Glania · Tyskland                                                      | 54.15      |
| 200 m ryg               | Radoslaw Kawecki · Polen                                                      | 1:56.02        | Christian Diener · Tyskland                                                           | 1:57.16  | Gábor Balog · Ungarn                                                              | 1:57.42    |
|                         |                                                                               |                |                                                                                       |          |                                                                                   |            |
| 50 m bryst              | Adam Peaty · Storbritannien                                                   | 27.00          | Giedrius Titenis · Litauen                                                            | 27.34    | Damir Dugonjic · Slovenien                                                        | 27.48      |
| 100 m bryst             | Adam Peaty · Storbritannien                                                   | 58.96          | Ross Murdoch · Storbritannien                                                         | 59.43    | Giedrius Titenis · Litauen                                                        | 59.61      |
| 200 m bryst             | Marco Koch · Tyskland                                                         | 2:07.47 CR, NR | Ross Murdoch · Storbritannien                                                         | 2:07.77  | Giedrius Titenis · Litauen                                                        | 2:08.93    |
|                         |                                                                               |                |                                                                                       |          |                                                                                   |            |
| 50 m butterfly          | Florent Manaudou · Frankrig · Yauhen Tsurkin · Hviderusland                   | 23.00          | ingen uddelt                                                                          |          | Andriy Hovorov · Ukraine · Ben Proud · Storbritannien                             | 23.21      |
| 100 m butterfly         | Konrad Czerniak · Polen                                                       | 51.38 CR       | László Cseh · Ungarn                                                                  | 51.89    | Pavel Sankovich · Hviderusland                                                    | 51.92      |
| 200 m butterfly         | Viktor Bromer · Danmark                                                       | 1:55.29        | Bence Biczó · Ungarn                                                                  | 1:55.62  | Paweł Korzeniowski · Polen                                                        | 1:55.74    |
|                         |                                                                               |                |                                                                                       |          |                                                                                   |            |
| 200 m individuel medley | László Cseh · Ungarn                                                          | 1:58.10        | Philip Heintz · Tyskland                                                              | 1:58.17  | Roberto Pavoni · Storbritannien                                                   | 1:58.22    |
| 400 m individuel medley | Dávid Verrasztó · Ungarn                                                      | 4:11.89        | Roberto Pavoni · Storbritannien                                                       | 4:13.75  | Federico Turrini · Italien                                                        | 4:14.15    |
|                         |                                                                               |                |                                                                                       |          |                                                                                   |            |
| 4×100 m fri             | Frankrig · Mehdy Metella · Fabien Gilot · Florent Manaudou · Jérémy Stravius  | 3:11.64 CR     | Rusland · Andrey Grechin · Nikita Lobintsev · Alexander Sukhorukov · Vladimir Morozov | 3:12.67  | Italien · Luca Dotto · Marco Orsi · Luca Leonardi · Filippo Magnini               | 3:12.78    |
| 4×200 m fri             | Tyskland · Robin Backhaus · Yannick Lebherz · Clemens Rapp · Paul Biedermann  | 7:09.00        | Rusland · Artem Lobuzov · Dmitry Ermakov · Alexander Krasnykh · Alexander Sukhorukov  | 7:10.29  | Belgien · Louis Croenen · Glenn Surgeloose · Emmanuel Vanluchene · Pieter Timmers | 7:10.39 NR |
|                         |                                                                               |                |                                                                                       |          |                                                                                   |            |
| 4×100 m holdmedley      | Storbritannien · Chris Walker-Hebborn · Adam Peaty · Adam Barrett · Ben Proud | 3:31.73        | Frankrig · Jeremy Stravius · Giacomo Perez-Dortona · Mehdy Metella · Fabien Gilot     | 3:32.47  | Ungarn · László Cseh · Dániel Gyurta · Bence Pulai · Dominik Kozma                | 3:33.11    |

#### Kvindernes konkurrencer
| Konkurrence             | Guld                                                                                     | Guld          | Sølv                                                                          | Sølv       | Bronze                                                                           | Bronze   |
| ----------------------- | ---------------------------------------------------------------------------------------- | ------------- | ----------------------------------------------------------------------------- | ---------- | -------------------------------------------------------------------------------- | -------- |
| 50 m fri                | Francesca Halsall · Storbritannien                                                       | 24.32         | Sarah Sjöström · Sverige                                                      | 24.37      | Jeanette Ottesen · Danmark                                                       | 24.53    |
| 100 m fri               | Sarah Sjöström · Sverige                                                                 | 52.67 CR      | Femke Heemskerk · Holland                                                     | 53.64      | Michelle Coleman · Sverige                                                       | 53.75    |
| 200 m fri               | Federica Pellegrini · Italien                                                            | 1:56.01       | Katinka Hosszú · Ungarn                                                       | 1:56.69    | Femke Heemskerk · Holland                                                        | 1:56.81  |
| 400 m fri               | Jazmin Carlin · Storbritannien                                                           | 4:03.24       | Sharon van Rouwendaal · Holland                                               | 4:03.76    | Mireia Belmonte Garcia · Spanien                                                 | 4:04.01  |
| 800 m fri               | Jazmin Carlin · Storbritannien                                                           | 8:15.54 CR    | Mireia Belmonte Garcia · Spanien                                              | 8:21.22    | Boglárka Kapás · Ungarn                                                          | 8:22.06  |
| 1500 m fri              | Mireia Belmonte Garcia · Spanien                                                         | 15:57.29 CR   | Boglárka Kapás · Ungarn                                                       | 16:03.04   | Martina Caramignoli · Italien                                                    | 16:05.98 |
|                         |                                                                                          |               |                                                                               |            |                                                                                  |          |
| 50 m ryg                | Francesca Halsall · Storbritannien                                                       | 27.81         | Georgia Davies · Storbritannien                                               | 27.82      | Mie Ø. Nielsen · Danmark                                                         | 27.98    |
| 100 m ryg               | Katinka Hosszú · Ungarn · Mie Ø. Nielsen · Danmark                                       | 59.63         | ingen uddelt                                                                  |            | Georgia Davies · Storbritannien                                                  | 59.74    |
| 200 m ryg               | Duane Da Rocha · Spanien                                                                 | 2:09.37       | Elizabeth Simmonds · Storbritannien                                           | 2:09.66    | Daria Ustinova · Rusland                                                         | 2.09.79  |
|                         |                                                                                          |               |                                                                               |            |                                                                                  |          |
| 50 m bryst              | Rūta Meilutytė · Litauen                                                                 | 29.89         | Jennie Johansson · Sverige                                                    | 30.52      | Moniek Nijhuis · Holland                                                         | 30.64    |
| 100 m bryst             | Rikke Møller Pedersen · Danmark                                                          | 1:06.23 CR    | Jennie Johansson · Sverige                                                    | 1:07.04    | Arianna Castiglioni · Italien                                                    | 1:07.36  |
| 200 m bryst             | Rikke Møller Pedersen · Danmark                                                          | 2:19.84 CR    | Molly Renshaw · Storbritannien                                                | 2:23.82 NR | Jessica Vall Montero · Spanien                                                   | 2:24.08  |
|                         |                                                                                          |               |                                                                               |            |                                                                                  |          |
| 50 m butterfly          | Sarah Sjöström · Sverige                                                                 | 24.98         | Jeanette Ottesen · Danmark                                                    | 25.34      | Francesca Halsall · Storbritannien                                               | 25.39    |
| 100 m butterfly         | Jeanette Ottesen · Danmark                                                               | 56.51 CR      | Sarah Sjöström · Sverige                                                      | 56.52      | Ilaria Bianchi · Italien                                                         | 57.71    |
| 200 m butterfly         | Mireia Belmonte Garcia · Spanien                                                         | 2:04.79 CR    | Judit Ignacio Sorribes · Spanien                                              | 2:06.66    | Katinka Hosszú · Ungarn                                                          | 2:07.28  |
|                         |                                                                                          |               |                                                                               |            |                                                                                  |          |
| 200 m individuel medley | Katinka Hosszú · Ungarn                                                                  | 2:08.11 CR    | Aimee Willmott · Storbritannien                                               | 2:11.44    | Lisa Zaiser · Østrig                                                             | 2:12.17  |
| 400 m individuel medley | Katinka Hosszú · Ungarn                                                                  | 4:31.03 CR    | Mireia Belmonte Garcia · Spanien                                              | 4:33.13    | Aimee Willmott · Storbritannien                                                  | 4:34.69  |
|                         |                                                                                          |               |                                                                               |            |                                                                                  |          |
| 4×100 m fri hold        | Sverige · Michelle Coleman · Magdalena Kuras · Louise Hansson · Sarah Sjöström           | 3:35.82       | Holland · Inge Dekker · Maud van der Meer · Esmee Vermeulen · Femke Heemskerk | 3:36.26    | Italien · Alice Mizzau · Erika Ferraioli · Giada Galizi · Federica Pellegrini    | 3:37.63  |
| 4×200 m fri hold        | Italien · Alice Mizzau · Stefania Pirozzi · Chiara Masini Luccetti · Federica Pellegrini | 7:50.53 CR    | Sverige · Michelle Coleman · Louise Hansson · Sarah Sjöström · Stina Gardell  | 7:51.03    | Ungarn · Zsuzsanna Jakabos · Evelyn Verrasztó · Boglárka Kapás · Katinka Hosszú  | 7:54.23  |
|                         |                                                                                          |               |                                                                               |            |                                                                                  |          |
| 4×100 m medley hold     | Danmark · Mie Ø. Nielsen · Rikke Møller Pedersen · Jeanette Ottesen · Pernille Blume     | 3:55.62 ER CR | Sverige · Ida Lindborg · Jennie Johansson · Sarah Sjöström · Michelle Coleman | 3:56.04    | Storbritannien · Georgia Davies · Sophie Taylor · Jemma Lowe · Francesca Halsall | 3:57.97  |

#### Blandede konkurrencer
| Konkurrence                 | Guld                                                                                | Guld       | Sølv                                                                                | Sølv    | Bronze                                                                                  | Bronze  |
| --------------------------- | ----------------------------------------------------------------------------------- | ---------- | ----------------------------------------------------------------------------------- | ------- | --------------------------------------------------------------------------------------- | ------- |
| 4×100 m fri hold blandet    | Italien · Luca Dotto · Luca Leonardi · Erika Ferraioli · Giada Galizi               | 3:25.02 ER | Rusland · Andrey Grechin · Vladimir Morozov · Veronika Popova · Margarita Nesterova | 3:25.60 | Frankrig · Clement Mignon · Grégory Mallet · Anna Santamans · Coralie Balmy             | 3:27.02 |
| 4×100 m medley hold blandet | Storbritannien · Chris Walker-Hebborn · Adam Peaty · Jemma Lowe · Francesca Halsall | 3:44.02 VR | Holland · Bastiaan Lijesen · Bram Dekker · Inge Dekker · Femke Heemskerk            | 3:45.93 | Rusland · Vladimir Morozov · Vitalina Simonova · Vyacheslav Prudnikov · Veronika Popova | 3:47.34 |

### Svømning medaljeoversigt
| Placering | Land           | Guld | Sølv | Bronze | Total |
| --------- | -------------- | ---- | ---- | ------ | ----- |
| 1         | Storbritannien | 9    | 7    | 8      | 24    |
| 2         | Danmark        | 6    | 1    | 2      | 9     |
| 3         | Ungarn         | 5    | 4    | 5      | 14    |
| 4         | Italien        | 5    | 1    | 9      | 15    |
| 5         | Frankrig       | 4    | 4    | 2      | 10    |
| 6         | Sverige        | 3    | 6    | 1      | 10    |
| 7         | Spanien        | 3    | 3    | 2      | 8     |
| 8         | Tyskland       | 2    | 3    | 1      | 6     |
| 9         | Polen          | 2    | 1    | 1      | 4     |
| 10        | Serbien        | 2    | 0    | 0      | 2     |
| 11        | Rusland        | 1    | 3    | 2      | 6     |
| 12        | Litauen        | 1    | 1    | 2      | 4     |
| 13        | Hviderusland   | 1    | 0    | 1      | 2     |
| 14        | Holland        | 0    | 4    | 2      | 6     |
| 15        | Færøerne       | 0    | 2    | 0      | 2     |
| 16        | Østrig         | 0    | 0    | 1      | 1     |
| 16        | Belgien        | 0    | 0    | 1      | 1     |
| 16        | Slovenien      | 0    | 0    | 1      | 1     |
| 16        | Ukraine        | 0    | 0    | 1      | 1     |
| 16        | Finland        | 0    | 0    | 1      | 1     |
| Total     | Total          | 44   | 40   | 43     | 127   |